# نهر الترينت

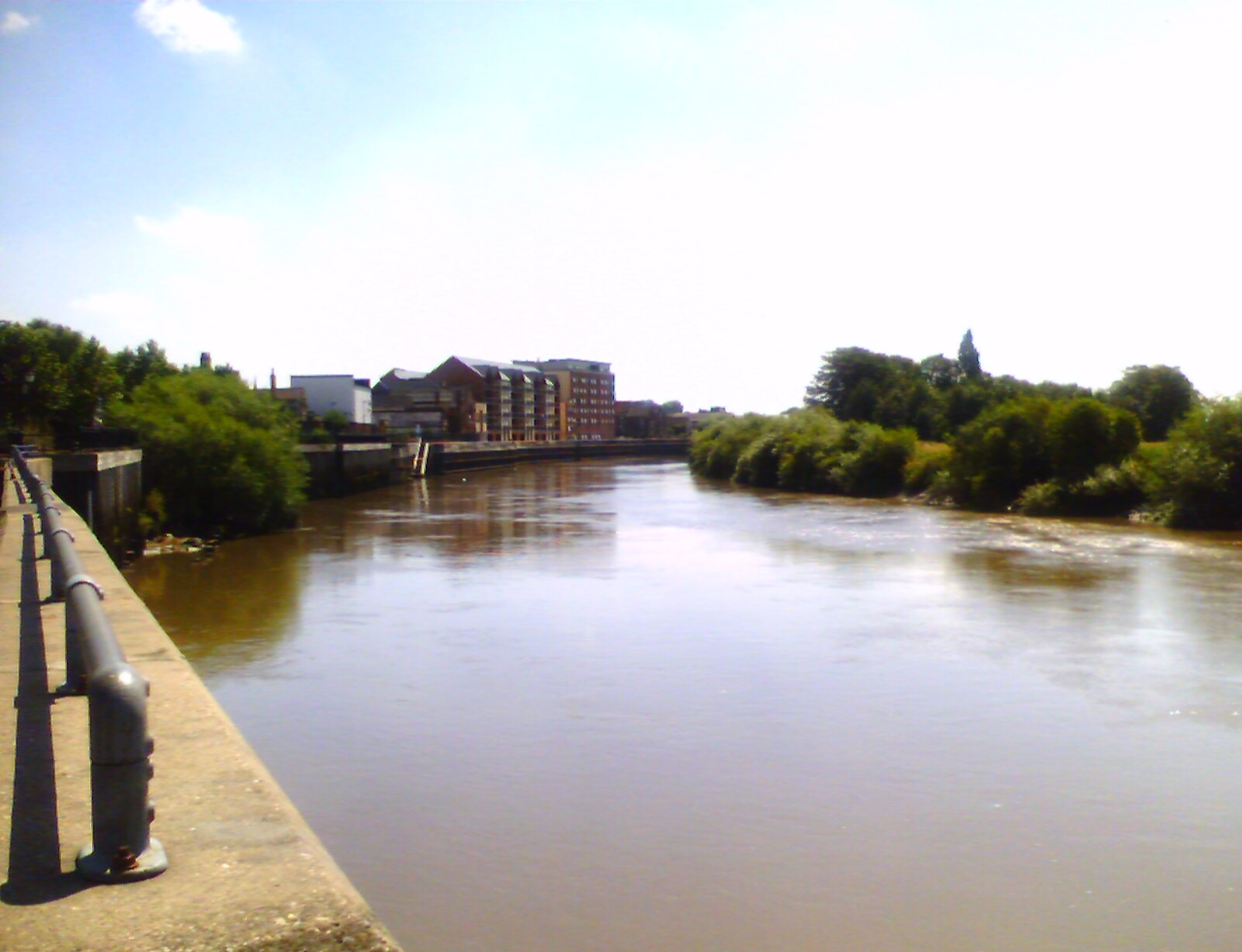

نهر ترينت (بالإنجليزية: River Trent)‏ هو واحد من الأنهار الرئيسية في إنجلترا، يأتي مصدره من ستافوردشاير في الحافة الجنوبية من بيدولف مور. يلتقي مه نهر أوز ليشكلا نهر همبر.